# USS Brownson (DD-868)
USS Brownson (DD-868) là một tàu khu trục lớp Gearing được Hải quân Hoa Kỳ chế tạo vào giai đoạn cuối Chiến tranh Thế giới thứ hai. Nó là chiếc tàu chiến thứ hai của Hải quân Mỹ được đặt cái tên này, theo tên Chuẩn đô đốc Willard H. Brownson, (1845-1935), người tham gia cuộc Chiến tranh Tây Ban Nha-Hoa Kỳ. Hoàn tất khi chiến tranh đã kết thúc, con tàu tiếp tục phục vụ trong giai đoạn Chiến tranh Lạnh và Chiến tranh Việt Nam cho đến năm 1976. Nó bị tháo dỡ một năm sau đó.

## Thiết kế và chế tạo
Brownson được đặt lườn tại xưởng tàu của hãng Bethlehem Steel Corporation ở Staten Island, New York vào ngày 13 tháng 2 năm 1945. Nó được hạ thủy vào ngày 7 tháng 7 năm 1945; được đỡ đầu bởi Thiếu úy Hải quân Dự bị Caroline Brownson Hart, cháu đô đốc Brownson, và nhập biên chế vào ngày 17 tháng 11 năm 1945 dưới quyền chỉ huy của Hạm trưởng, Trung tá Hải quân William R. Cox.

## Lịch sử hoạt động

### 1945 - 1954
Sau khi hoàn tất việc chạy thử máy huấn luyện dọc bờ biển Đại Tây Dương và vùng biển Caribe, Brownson được đưa về chế độ hoạt động không thường trực với thủy thủ đoàn cắt giảm tại Bath, Maine trong sáu tháng. Quay trở lại hoạt động thường trực vào tháng 10 năm 1946, nó tham gia Chiến dịch Highjump, một cuộc tập trận trong điều kiện giá lạnh từ tháng 11 năm 1946 đến tháng 4 năm 1947. Vào ngày 10 tháng 2 năm 1947, một đội đổ bộ của nó đã tìm cách đặt chân lên đảo Charcot thuộc Vùng Nam Cực, nhưng đã không thành công do băng giá trải rộng đến 3 dặm bên ngoài bờ biển.
Brownson trải qua mùa Hè và mùa Thu năm 1947 hoạt động từ căn cứ Newport, Rhode Island. Sang tháng 2, 1948, nó tham gia cuộc tập trận của Đệ nhị Hạm đội tại vùng biển Caribe trước khi được biệt phái hoạt động cùng Đệ lục Hạm đội tại Địa Trung Hải. Nó quay trở về Newport vào tháng 6, 1948, và trong giai đoạn cho đến tháng 5, 1949 thực hiện các chuyến đi huấn luyện cho Hải quân Dự bị Hoa Kỳ. Vào tháng 5, 1949, con tàu đi đến Xưởng hải quân Boston cho một đợt nâng cấp lớn vốn kéo dài cho đến tháng 3, 1950. Nó tiến hành huấn luyện ôn tập tại vùng biển Caribe, rồi vào mùa Hè năm 1950 đã thực hiện chuyến đi thực tập mùa Hè cho học viên sĩ quan thuộc Học viện Hải quân Hoa Kỳ.
Brownson tiếp tục các hoạt động huấn luyện và thực hành hạm đội từ Newport. Trong một cuộc thực hành cơ động ban đêm tại Bermuda vào ngày 8 tháng 11, 1950, nó mắc tai nạn va chạm với tàu khu trục Charles H. Roan (DD-853), và phải đi đến Xưởng hải quân Boston để sửa chữa kết hợp với việc hiện đại hóa. Rời xưởng tàu vào tháng 2, 1951, nó gia nhập cùng Đệ Lục hạm đội tại Địa Trung Hải, rồi trải qua giai đoạn từ tháng 10, 1951 đến tháng 8, 1952 hoạt động tại vùng phụ cận căn cứ Newport. Chiếc tàu khu trục đã cùng Đệ nhị Hạm đội đi sang khu vực Bắc Đại Tây Dương để tham gia cuộc tập trận "Mainbrace" của Khối NATO vào tháng 8, 1952. Nó lại có một lượt biệt phái sang cùng Đệ Lục hạm đội tại Địa Trung Hải vào tháng 10, 1952, quay trở về Newport vào tháng 2, 1953, và tiếp tục hoạt động dọc theo vùng bờ Đông và vùng biển Caribe cho đến tháng 8, 1954, ngoại trừ một chuyến đi thực tập mùa Hè cho học viên sĩ quan và tham gia vào cuộc tập trận "Springboard".
Brownson khởi hành từ Newport vào ngày 2 tháng 8, 1954 cho một đợt hoạt động kéo dài tại Viễn Đông cùng Đệ thất Hạm đội. Con tàu đã có mặt tại các vùng biển Nhật Bản, Philippines và Triều Tiên cho đến tháng 1, 1955, khi nó lên đường quay trở về nhà qua ngã kênh đào Suez, về đến Newport vào ngày 14 tháng 3, 1955.

### 1955 - 1976
Brownson được trang bị một bộ dò sonar có độ sâu thay đổi, được gắn vào một cần trục phía đuôi tàu và có thể thả xuống đáy biển. Mục đích là có thể phát hiện tàu ngầm bên dưới một lớp có nhiệt độ khác biệt, vốn có thể bị che dấu đối với đầu dò sonar đặt bên trong lườn tàu. Chiếc tàu khu trục đã thử nghiệm đánh giá kiểu sonar mới này tại vùng bờ biển phía Bắc nơi có nhiều rãnh sâu có thể được tàu ngầm đối phương tận dụng để ẩn náu. Vào tháng 10, 1962, khi xảy ra vụ Khủng hoảng tên lửa Cuba, nó được huy động vào lực lượng hải quân để phong tỏa hàng hải Cuba, cho đến khi vụ khủng hoảng được giải quyết qua con đường thương lượng hòa bình.
Brownson quay trở về cảng nhà vào tháng 11, 1962, rồi sau đó đi đến Xưởng hải quân Boston, nơi nó được sửa chữa và nâng cấp trong khuôn khổ Chương trình Hồi sinh và Hiện đại hóa Hạm đội (FRAM: Fleet Rehabilitation and Modernization). Con tàu được trang bị thêm các vũ khí chống ngầm và cảm biến hiện đại, bao gồm máy bay trực thăng không người lái chống tàu ngầm Gyrodyne QH-50 DASH và tên lửa chống ngầm RUR-5 ASROC. Công việc trong xưởng tàu hoàn tất vào năm 1963.
Quay trở về cảng nhà qua ngã kênh đào Suez sau một lượt phục vụ trong cuộc Chiến tranh Việt Nam vào năm 1967, Brownson được cải tiến tại Xưởng hải quân Boston khi được bổ sung một vòm sonar lớn bằng cao su dưới đáy phần trước con tàu, mang một kiểu nguyên mẫu sonar tần số thấp, cùng một mẫu sonar nhỏ hơn dọc trục giữa phía sau tàu; nhờ vậy nó có được một hình ảnh nổi sonar ba chiều (3D) của đối tượng theo dõi. Trong nhiều năm tiếp theo, chiếc tàu khu trục hoạt động cùng Đội Phát triển Khu trục 2 tại khu vực ngoài khơi Newport nhằm thử nghiệm đánh giá kiểu sonar AN/SQQ-23X mới này. Sau một đợt nâng cấp khác tại Xưởng hải quân Boston, con tàu được trang bị hệ thống chống ngư lôi NIXIE, và đã thử nghiệm hệ thống mới trong nhiều chuyến đi; nó đặc biệt được yêu cầu thử nghiệm kiểu vòm sonar bằng cao su mới trong điều kiện bão tố hay biển động khắc nghiệt nhằm đánh giá hệ thống này.
Brownson tiếp nối các hoạt động thường lệ tại vùng bờ biển Đại Tây Dương và vùng biển Caribe, huấn luyện ôn tập tại khu vực vịnh Guantánamo, Cuba vào mùa Đông năm 1971-1972, tham gia cùng Đệ Lục hạm đội tại vùng biển Ai Cập vào mùa Xuân năm đó, cũng như tham gia nhiều cuộc tập trận với các thành viên Khối NATO. Nó được cho xuất biên chế đồng thời rút tên khỏi danh sách Đăng bạ Hải quân vào ngày 30 tháng 9, 1976. Nó bị bán để tháo dỡ vào ngày 10 tháng 6, 1977.